# Robert Pastor i Castillo
Robert Pastor i Castillo (1945 a València) és un escriptor valencià, llicenciat en Ciències de la Informació per la Universitat del País Basc. Ha treballat en diversos mitjans de comunicació al País Basc, Barcelona, Lleida i Andorra. Va ser subdirector i director del Diari d'Andorra, i director de la publicació 7 Dies. Actualment col·labora amb diversos mitjans de comunicació com el Diari d'Andorra i Deia. Ha publicat poesia i assaig en català i més de quinze llibres en castellà.

## Obra
En català
- Mai no tornaràs a Ítaca, Ulisses; poesia, Andorra la Vella 1994
- Entre l'aigua i la pedra; poesia, Andorra la Vella 2000
- 1991-2001: deu anys d'Andorra, deu anys de Diari; assaig, Andorra la Vella 2001
- Aquí les penjaven; assaig, Andorra la Vella 2004
- Perdut i altres històries de les valls, Escaldes Engordany, Anem Editors, 2016
- Ossos i cendres; novel·la històrica, Editorial Límits. Andorra la Vella. 2019,

En castellà
- Apala, de maldito a héroe; 1977
- Euskadi, no os importe matar; 1978
- Yressa de Gaxen y otras cinco, brujas; novel·la, 1978
- Euskal-herria en Venezuela; 1979
- Estatuto Vasco; 1979
- Autonomia; año cero, 1980
- Trebiño en Álava; 1983
- Cuentos; 1985
- Perurena; 1986

## Premis
- 1983 Premi Ciudad de Vitoria, per l'obra Trebiño en Álava
- 1990 Premi Villa de Pasaia
- 1994 Accèssit del Premi Grandalla de poesia, per l'obra Mai no tornaràs a Ítaca, Ulisses
- 2001 Premi Tristaina de Periodisme, dotat pel Cercle de les Arts i les Lletres d'Andorra
- 2003 Premi Principat d'Andorra d'Investigació Històrica, dotat pel Consell General d'Andorra, per l'obra Aquí les penjaven[1]